# Gran Premio motociclistico della Malesia 2023
Il Gran Premio motociclistico della Malesia 2023 è stata la diciottesima prova del motomondiale del 2023. Le vittorie nelle tre classi sono andate a: Álex Márquez nella Sprint ed Enea Bastianini nella gara della MotoGP, Fermín Aldeguer in Moto2 e Collin Veijer in Moto3.
Per Enea Bastianini si tratta della prima vittoria dal Gran Premio d'Aragona 2022, dopo quasi 1 anno e tre mesi, e la prima con la Ducati ufficiale.
Grazie al suo secondo posto in gara, e al decimo posto del rivale Tony Arbolino, Pedro Acosta si laurea Campione del Mondo della Moto2. Per lo spagnolo è il secondo titolo iridato in tre anni, dopo quello vinto conquistato nel 2021 in Moto3, diventando così il più giovane vincitore della categoria a 19 anni e 171 giorni.
Per Collin Veijer si tratta della prima vittoria nel Motomondiale, riportando il team Husqvarna alla vittoria dopo quasi un anno, sempre sulla pista malesiana. È la prima vittoria per un pilota olandese dopo 33 anni, da Hans Spaan nel Gran Premio di Cecoslovacchia 1990.

## MotoGP

### Sprint

#### Arrivati al traguardo
| Pos. | Nº | Pilota                | Squadra                     | Motocicletta       | Giri | Tempo     | Griglia | Punti |
| ---- | -- | --------------------- | --------------------------- | ------------------ | ---- | --------- | ------- | ----- |
| 1º   | 73 | Álex Márquez          | Gresini Racing              | Ducati Desmosedici | 10   | 19'58.713 | 4º      | 12    |
| 2º   | 89 | Jorge Martín          | Prima Pramac Racing         | Ducati Desmosedici | 10   | +1.589    | 2º      | 9     |
| 3º   | 1  | Francesco Bagnaia     | Ducati Lenovo               | Ducati Desmosedici | 10   | +3.034    | 1º      | 7     |
| 4º   | 23 | Enea Bastianini       | Ducati Lenovo               | Ducati Desmosedici | 10   | +3.242    | 3º      | 6     |
| 5º   | 33 | Brad Binder           | Red Bull KTM Factory Racing | KTM RC16           | 10   | +3.310    | 7º      | 5     |
| 6º   | 43 | Jack Miller           | Red Bull KTM Factory Racing | KTM RC16           | 10   | +4.318    | 10º     | 4     |
| 7º   | 72 | Marco Bezzecchi       | Mooney VR46 Racing          | Ducati Desmosedici | 10   | +5.307    | 6º      | 3     |
| 8º   | 5  | Johann Zarco          | Prima Pramac Racing         | Ducati Desmosedici | 10   | +5.501    | 12º     | 2     |
| 9º   | 10 | Luca Marini           | Mooney VR46 Racing          | Ducati Desmosedici | 10   | +6.420    | 5º      | 1     |
| 10º  | 12 | Maverick Viñales      | Aprilia Racing              | Aprilia RS-GP      | 10   | +7.241    | 9º      |       |
| 11º  | 21 | Franco Morbidelli     | Monster Energy Yamaha       | Yamaha YZR-M1      | 10   | +8.775    | 15º     |       |
| 12º  | 41 | Aleix Espargaró       | Aprilia Racing              | Aprilia RS-GP      | 10   | +9.995    | 13º     |       |
| 13º  | 49 | Fabio Di Giannantonio | Gresini Racing              | Ducati Desmosedici | 10   | +10.067   | 11º     |       |
| 14º  | 37 | Augusto Fernández     | GasGas Factory racing Tech3 | KTM RC16           | 10   | +10.643   | 14º     |       |
| 15º  | 44 | Pol Espargaró         | GasGas Factory racing Tech3 | KTM RC16           | 10   | +11.005   | 17º     |       |
| 16º  | 20 | Fabio Quartararo      | Monster Energy Yamaha       | Yamaha YZR-M1      | 10   | +11.911   | 8º      |       |
| 17º  | 25 | Raúl Fernández        | CrpytoData RNF              | Aprilia RS-GP      | 10   | +13.591   | 18º     |       |
| 18º  | 88 | Miguel Oliveira       | CrpytoData RNF              | Aprilia RS-GP      | 10   | +15.058   | 19º     |       |
| 19º  | 30 | Takaaki Nakagami      | LCR Honda Idemitsu          | Honda RC213V       | 10   | +16.015   | 21º     |       |
| 20º  | 27 | Iker Lecuona          | LCR Honda Idemitsu          | Honda RC213V       | 10   | +23.484   | 23º     |       |
| 21º  | 93 | Marc Márquez          | Repsol Honda                | Honda RC213V       | 10   | +24.930   | 20º     |       |
| 22º  | 19 | Álvaro Bautista       | Aruba.it Racing             | Ducati Desmosedici | 10   | +36.501   | 22º     |       |
| 23º  | 36 | Joan Mir              | Repsol Honda                | Honda RC213V       | 10   | +40.594   | 16º     |       |

### Gara

#### Arrivati al traguardo
| Pos. | Nº | Pilota                | Squadra                     | Motocicletta       | Giri | Tempo     | Griglia | Punti |
| ---- | -- | --------------------- | --------------------------- | ------------------ | ---- | --------- | ------- | ----- |
| 1º   | 23 | Enea Bastianini       | Ducati Lenovo               | Ducati Desmosedici | 20   | 39'59.137 | 3º      | 25    |
| 2º   | 73 | Álex Márquez          | Gresini Racing              | Ducati Desmosedici | 20   | +1.535    | 4º      | 20    |
| 3º   | 1  | Francesco Bagnaia     | Ducati Lenovo               | Ducati Desmosedici | 20   | +3.562    | 1º      | 16    |
| 4º   | 89 | Jorge Martín          | Prima Pramac Racing         | Ducati Desmosedici | 20   | +10.526   | 2º      | 13    |
| 5º   | 20 | Fabio Quartararo      | Monster Energy Yamaha       | Yamaha YZR-M1      | 20   | +15.000   | 8º      | 11    |
| 6º   | 72 | Marco Bezzecchi       | Mooney VR46 Racing          | Ducati Desmosedici | 20   | +16.946   | 6º      | 10    |
| 7º   | 21 | Franco Morbidelli     | Monster Energy Yamaha       | Yamaha YZR-M1      | 20   | +18.553   | 15º     | 9     |
| 8º   | 43 | Jack Miller           | Red Bull KTM Factory Racing | KTM RC16           | 20   | +19.204   | 10º     | 8     |
| 9º   | 49 | Fabio Di Giannantonio | Gresini Racing              | Ducati Desmosedici | 20   | +19.399   | 11º     | 7     |
| 10º  | 10 | Luca Marini           | Mooney VR46 Racing          | Ducati Desmosedici | 20   | +19.740   | 5º      | 6     |
| 11º  | 12 | Maverick Viñales      | Aprilia Racing              | Aprilia RS-GP      | 20   | +21.189   | 9º      | 5     |
| 12º  | 5  | Johann Zarco          | Prima Pramac Racing         | Ducati Desmosedici | 20   | +23.598   | 12º     | 4     |
| 13º  | 93 | Marc Márquez          | Repsol Honda                | Honda RC213V       | 20   | +27.079   | 20º     | 3     |
| 14º  | 37 | Augusto Fernández     | GasGas Factory Racing Tech3 | KTM RC16           | 20   | +28.940   | 14º     | 2     |
| 15º  | 44 | Pol Espargaró         | GasGas Factory Racing Tech3 | KTM RC16           | 20   | +29.849   | 17º     | 1     |
| 16º  | 27 | Iker Lecuona          | LCR Honda Idemitsu          | Honda RC213V       | 20   | +50.960   | 23º     |       |
| 17º  | 19 | Álvaro Bautista       | Aruba.it Racing             | Ducati Desmosedici | 20   | +53.564   | 22º     |       |
| 18º  | 30 | Takaaki Nakagami      | LCR Honda Idemitsu          | Honda RC213V       | 20   | +102.162  | 21º     |       |

#### Ritirati
| Nº | Pilota          | Squadra                     | Motocicletta  | Giri | Griglia |
| -- | --------------- | --------------------------- | ------------- | ---- | ------- |
| 33 | Brad Binder     | Red Bull KTM Factory Racing | KTM RC16      | 11   | 10º     |
| 41 | Aleix Espargaró | Aprilia Racing              | Aprilia RS-GP | 8    | 13º     |
| 25 | Raúl Fernández  | CryptoData RNF              | Aprilia RS-GP | 6    | 18º     |
| 88 | Miguel Oliveira | CryptoData RNF              | Aprilia RS-GP | 5    | 19º     |
| 36 | Joan Mir        | Repsol Honda                | Honda RC213V  | 4    | 16º     |

## Moto2

### Arrivati al traguardo
| Pos. | Nº | Pilota                  | Squadra                        | Motocicletta | Giri | Tempo     | Griglia | Punti |
| ---- | -- | ----------------------- | ------------------------------ | ------------ | ---- | --------- | ------- | ----- |
| 1º   | 14 | Fermín Alderguer        | GT Trevisan Speed Up           | Boscoscuro   | 17   | 36'04.378 | 1°      | 25    |
| 2º   | 37 | Pedro Acosta            | Red Bull KTM Ajo               | Kalex        | 17   | +7.128    | 6°      | 20    |
| 3º   | 24 | Marcos Ramírez          | OnlyFans American Racing       | Kalex        | 17   | +9.558    | 5°      | 16    |
| 4º   | 79 | Ai Ogura                | IDEMITSU Honda Team Asia       | Kalex        | 17   | +9.992    | 13°     | 13    |
| 5º   | 96 | Jake Dixon              | GASGAS Aspar Team              | Kalex        | 17   | +11.652   | 8°      | 11    |
| 6º   | 35 | Somkiat Chantra         | IDEMITSU Honda Team Asia       | Kalex        | 17   | +13.675   | 9°      | 10    |
| 7º   | 22 | Sam Lowes               | ELF Marc VDS Racing Team       | Kalex        | 17   | +15.200   | 11°     | 9     |
| 8°   | 16 | Joe Roberts             | Italtrans Racing Team          | Kalex        | 17   | +18.482   | 10°     | 8     |
| 9º   | 75 | Albert Arenas           | Red Bull KTM Ajo               | Kalex        | 17   | +20.004   | 16°     | 7     |
| 10º  | 14 | Tony Arbolino           | ELF Marc VDS Racing Team       | Kalex        | 17   | +20.990   | 7°      | 6     |
| 11º  | 7  | Barry Baltus            | Fieten Olie Racing GP          | Kalex        | 17   | +21.570   | 14°     | 5     |
| 12º  | 52 | Jeremy Alcoba           | QJMotor Gresini                | Kalex        | 17   | +23.489   | 21°     | 4     |
| 13º  | 17 | Álex Escrig             | Forward Team                   | Forward      | 17   | +25.791   | 23°     | 3     |
| 14º  | 12 | Filip Salač             | QJMotor Gresini                | Kalex        | 17   | +29.853   | 18°     | 2     |
| 15º  | 71 | Dennis Foggia           | Italtrans Racing Team          | Kalex        | 17   | +29.923   | 19°     | 1     |
| 16º  | 23 | Taiga Hada              | Pertamina Mandalika SAG Team   | Kalex        | 17   | +32.681   | 17°     |       |
| 17º  | 64 | Bo Bendsneyder          | Pertamina Mandalika SAG Team   | Kalex        | 17   | +33.361   | 22°     |       |
| 18º  | 84 | Zonta van den Goorbergh | Fieten Olie Racing GP          | Kalex        | 17   | +38.800   | 20°     |       |
| 19º  | 4  | Sean Dylan Kelly        | Forward Team                   | Forward      | 17   | +41.799   | 27°     |       |
| 20º  | 33 | Rory Skinner            | OnlyFans American Racing       | Kalex        | 17   | +44.758   | 26°     |       |
| 21°  | 9  | Mattia Casadei          | Fantic Racing                  | Kalex        | 17   | +53.217   | 30°     |       |
| 22°  | 21 | Alonso López            | GT Trevisan Speed Up           | Boscoscuro   | 17   | +58.554   | 15°     |       |
| 23°  | 32 | Helmi Azman             | Petronas MIE Racing RW         | Kalex        | 17   | +69.940   | 31°     |       |
| 24°  | 3  | Lukas Tulovic           | Liqui Moly Husqvarna Intact GP | Kalex        | 17   | +80.633   | 24°     |       |
| 25°  | 11 | Sergio García           | Pons Wegow Los40               | Kalex        | 16   | +1 giro   | 12°     |       |

### Ritirati
| Nº | Pilota           | Squadra                          | Motocicletta | Giri | Griglia |
| -- | ---------------- | -------------------------------- | ------------ | ---- | ------- |
| 13 | Celestino Vietti | Fantic Racing                    | Kalex        | 8    | 2°      |
| 20 | Azroy Anuar      | Petronas MIE Racing RW           | Kalex        | 8    | 29°     |
| 18 | Manuel González  | Correos Prepago Yamaha VR46 Team | Kalex        | 5    | 3°      |
| 40 | Arón Canet       | Pons Wegow Los40                 | Kalex        | 5    | 4°      |
| 5  | Kōta Nozane      | Correos Prepago Yamaha VR46 Team | Kalex        | 4    | 28°     |
| 28 | Izan Guevara     | GASGAS Aspar Team                | Kalex        | 2    | 25°     |

## Moto3

### Arrivati al traguardo
| Pos. | Nº | Pilota            | Squadra                        | Motocicletta  | Giri | Tempo     | Griglia | Punti |
| ---- | -- | ----------------- | ------------------------------ | ------------- | ---- | --------- | ------- | ----- |
| 1°   | 95 | Collin Veijer     | Liqui Moly Husqvarna Intact GP | Husqvarna     | 15   | 33'30.072 | 2°      | 25    |
| 2°   | 71 | Ayumu Sasaki      | Liqui Moly Husqvarna Intact GP | Husqvarna     | 15   | +0.066    | 5°      | 20    |
| 3°   | 5  | Jaume Masiá       | Leopard Racing                 | Honda NSF250R | 15   | +0.328    | 1°      | 16    |
| 4°   | 48 | Iván Ortolá       | Angeluss MTA                   | KTM RC 250 GP | 15   | +6.830    | 4°      | 13    |
| 5º   | 31 | Adrián Fernández  | Leopard Racing                 | Honda NSF250R | 15   | +7.191    | 18°     | 11    |
| 6º   | 43 | Xavier Artigas    | CFMoto Racing PrüstelGP        | CFMoto        | 15   | +7.354    | 13°     | 10    |
| 7º   | 66 | Joel Kelso        | CFMoto Racing PrüstelGP        | CFMoto        | 15   | +7.400    | 7°      | 7     |
| 8º   | 7  | Filippo Farioli   | Red Bull KTM Tech3             | KTM RC 250 GP | 15   | +11.175   | 16°     | 8     |
| 9º   | 6  | Ryusei Yamanaka   | Gaviota GasGas Aspar           | Gas Gas       | 15   | +11.728   | 12°     | 7     |
| 10º  | 18 | Matteo Bertelle   | Rivacold Snipers Team          | Honda NSF250R | 15   | +11.441   | 3°      | 6     |
| 11º  | 53 | Deniz Öncü        | Red Bull KTM Ajo               | KTM RC 250 GP | 15   | +14.095   | 9°      | 5     |
| 12º  | 21 | Vicente Pérez     | Boé Motorsports                | KTM RC 250 GP | 15   | +14.490   | 17°     | 4     |
| 13º  | 19 | Scott Ogden       | VisionTrack Racing             | Honda NSF250R | 15   | +15.600   | 22°     | 3     |
| 14º  | 70 | Joshua Whatley    | VisionTrack Racing             | Honda NSF250R | 15   | +17.148   | 27°     | 2     |
| 15º  | 82 | Stefano Nepa      | Angeluss MTA                   | KTM RC 250 GP | 15   | +17.195   | 26°     | 1     |
| 16º  | 20 | Lorenzo Fellon    | CIP Green Power                | KTM RC 250 GP | 15   | +17.251   | 24°     |       |
| 17°  | 44 | David Muñoz       | Boé Motorsports                | KTM RC 250 GP | 15   | +33.878   | 8°      |       |
| 18°  | 38 | David Salvador    | CIP Green Power                | KTM RC 250 GP | 15   | +35.410   | 23°     |       |
| 19°  | 64 | Mario Aji         | Honda Team Asia                | Honda NSF250R | 15   | +35.517   | 19°     |       |
| 20°  | 63 | Syarifuddin Azman | MT Helmets - MSI               | KTM RC 250 GP | 15   | +55.108   | 28°     |       |

### Ritirati
| Nº | Pilota             | Squadra               | Motocicletta  | Giri | Griglia |
| -- | ------------------ | --------------------- | ------------- | ---- | ------- |
| 99 | José Antonio Rueda | Red Bull KTM Ajo      | KTM RC 250 GP | 12   | 6°      |
| 27 | Kaito Toba         | SIC58 Squadra Corse   | Honda NSF250R | 11   | 25°     |
| 80 | David Alonso       | Gaviota GasGas Aspar  | Gas Gas       | 5    | 21°     |
| 72 | Taiyo Furusato     | Honda Team Asia       | Honda NSF250R | 4    | 20°     |
| 96 | Daniel Holgado     | Red Bull KTM Tech3    | KTM RC 250 GP | 4    | 15°     |
| 54 | Riccardo Rossi     | SIC58 Squadra Corse   | Honda NSF250R | 4    | 14°     |
| 10 | Diogo Moreira      | MT Helmets MSI        | KTM RC 250 GP | 4    | 10°     |
| 55 | Romano Fenati      | Rivacold Snipers Team | Honda NSF250R | 3    | 11°     |